# Ján Mucha (1982)
Ján Mucha (* 5. prosince 1982, Belá nad Cirochou) je bývalý slovenský fotbalový brankář a reprezentant, naposledy působící ve skotském týmu Hamilton Academical FC. Účastník Mistrovství světa 2010 v Jihoafrické republice a EURA 2016 ve Francii. Mimo Slovensko působil jako hráč na klubové úrovni v Polsku, Anglii, Rusku a ve Velké Británii (Skotsku). V současnosti je trenér, od července 2023 kouč brankářů slovenského týmu ŠK Slovan Bratislava. V zahraničí jako kouč byl v Polsku.

## Hráčská kariéra
Svoji fotbalovou kariéru začal v klubu TJ Slovan Belá nad Cirochou, odkud se přes tým MFK Snina dostal do Interu Bratislava, jehož je odchovanec. Před sezonou 2000/2001 se propracoval do prvního mužstva, kde však neodchytal během dvou let žádný ligový zápas.

### MŠK Žilina
V létě 2002 proto přestoupil do klubu MŠK Žilina. I když v týmu nedostával příliš prostoru, získal s ním dva mistrovské tituly (v ročnících 2002/03 a 2003/04), také s ním dvakrát vyhrál Slovenský Superpohár (v letech 2003 a 2004). Celkem za celek během tří let odehrál 32 utkání v lize.

### Legia Warszawa
Před sezonou 2005/2006 přestoupil ze Žiliny do polského mužstva Legia Varšava.
Po prvních dvou letech, kdy nechytal vůbec nebo jen sporadicky, se stal jedničkou Legie. Podle polského deníku Przegląd Sportowy měl na konci října 2008 hodnotu jeden milión eur. Po skončení ročníku 2008/2009 byl jedničkou na pozici brankáře v Jedenáctce Ekstraklasy. Ta byla sestavena podle novinářů na základě známek, kterou hráči dostávali po každém zápasu a zároveň musel daný fotbalista odehrát minimálně 16 zápasů. S Legií získal postupně titul (sezona 2005/2006), polský pohár (ročník 2007/2008) a triumfoval i v polském Superpoháru (rok 2008). Během celého svého působení odchytal 95 ligových střetnutí.

### Everton FC
V zimě 2009/2010 o něho projevilo zájem mnoho špičkových klubů. Nakonec 21. ledna 2010 podepsal tříletou smlouvu platnou od léta 2010 s anglickým celkem Everton FC z Premier League, na jaře 2010 působil ještě v Legii.
Po přestupu do Evertonu příliš šancí nedostával, plnil pouze roli náhradníka amerického brankáře s neotřesitelnou pozicí v klubu Tima Howarda. Svůj debut v nejvyšší soutěži si odbyl až 2. března 2013 ve 28. ligovém kole při výhře 3:1 nad Readingem FC. První ligový start si tak připsal po více než třech letech od podpisu smlouvy. Premiéra v FA Cupu dopadla hůře, 9. 3. 2013 inkasoval Everton s Jánem Muchou v bráně ve čtvrtfinále anglického poháru proti Wiganu Athletic v rozmezí 270 sekund tři góly a ze soutěže po prohře 0:3 vypadl. Svou první nulu v Premier League vychytal během druhého zápasu hraného 16. března 2013 proti Manchesteru City a měl zásluhu na vítězství 2:0. V poslední červnový den roku 2013 mu v Evertonu skončila smlouva, tým mu prodloužení kontraktu nenabídl. Za mužstvo nastoupil ke dvěma zápasům v lize.

### PFK Křídla Sovětů Samara
V červenci 2013 zamířil jako volný hráč (zadarmo) do Ruska, kde se upsal na dvě sezony klubu PFK Křídla Sovětů Samara.
Ligový debut si odbyl v sedmém kole hraném 1. 9. 2014, kdy svým čistým kontem přispěl k bezbrankové remíze proti Kubáni Krasnodar. Svoji druhou nulu vychytal v 15. kole proti Tereku Groznyj (výhra 1:0). Následně mu nedal gól žádný z hráčů týmu FK Krasnodar, Samara zvítězila doma v poměru 1:0. Mužstvo skončilo v tabulce po konci ligy na čtrnáctém místě a o udržení prvoligové příslušnosti i na nadcházejí ročník muselo bojoval v baráži proti Torpedu Moskva. Samara s Muchou v sestavě nejprve podlehla soupeři 0:2, v odvetě hrané na domácí půdě remizovala s Torpedem 0:0 a spadla do druhé nejvyšší soutěže. Na podzim 2014 nenastoupil k žádnému utkání v lize, celkem během svého působení odchytal 12 ligových střetnutí.

### PFK Arsenal Tula (hostování)
V lednu 2015 odešel ze Samary na hostování do tehdejšího prvoligového nováčka ruské první ligy Arsenalu Tula, kde se sešel se svým krajanem Lukášem Tesákem.
Premiéru v dresu Arsenalu Tula si připsal 9. března 2015 v 18. kole proti Rubinu Kazaň (prohra 0:1). Svoji první nulu vychytal v následujícím kole, kdy pomohl k výhře 1:0 nad půdě Lokomotivu Moskva. V dubnu 2015 udržel sérii 306 minut bez inkasovaného gólu. Branku nedostal ve třech celých zápasech, postupně vychytal střelce klubů FK Spartak Moskva, FK Ufa a FK Amkar Perm. Arsenal ve všech těchto zápasech zvítězil 1:0. Tým bojoval v nejvyšší lize o záchranu, která se nezdařila. Na jaře 2015 nastoupil ke dvanácti ze třinácti možných zápasů v lize.

### ŠK Slovan Bratislava
Koncem června 2015 se vrátil na Slovensko a uzavřel smlouvu do konce ročníku 2018/19 se Slovanem Bratislava, přestože měl nabídky z Belgie, Turecka, Polska i Ruska. V mužstvu doplnil brankářskou dvojici Dominik Greif - Martin Krnáč, Dušan Perniš krátce po jeho příchodu odešel a stal se posilou řeckého celku Iraklis Soluň.

#### Sezóna 2015/16
Se Slovanem bojoval na podzim 2015 o postup do základní skupiny Evropské ligy UEFA 2015/2016. V prvních dvou předkolech proti gibraltarskému klubu Europa FC (výhry 6:0 a 3:0) a proti týmu UC Dublin z Irska (výhry 1:0 a 5:1) nechytal. Představil se až ve třetím předkole v souboji s ruským mužstvem FK Krasnodar, se kterým klub prohře 0:2 a remíze 3:3 vypadl.
Svůj ligový debut v dresu týmu si odbyl v prvním kole hraném 19. 7. 2015 proti ViOnu Zlaté Moravce, kdy pomohl k výhře 2:1 na půdě tohoto soupeře. Se Slovanem na jaře 2016 došel až do finále slovenského poháru, kde mužstvo podlehlo v utkání hraném v Trnavě klubu AS Trenčín v poměru 1:3. V ročníku 2015/16 odehrál 28 ligových střetnutí a vychytal celkem čtrnáct čistých kont, z toho dvakrát nedostal branku od týmů FC ViOn Zlaté Moravce (výhra 2:0 a remíza 0:0), FC Spartak Trnava (výhra 2:0 a remíza 0:0), AS Trenčín (remíza 0:0 a výhra 2:0), FC DAC 1904 Dunajská Streda (výhry 1:0 a 2:0) a od MFK Skalica (2x výhra 2:0), v jednom případě se proti němu neprosadili střelci mužstev FO ŽP ŠPORT Podbrezová (výhra 1:0), MFK Zemplín Michalovce (výhra 1:0) a MŠK Žilina (remíza 0:0).

#### Sezóna 2016/17
S klubem se představil v prvním předkole Evropské ligy UEFA 2016/2017 proti albánskému týmu KF Partizani. První zápas skončil bezbrankovou remízou, ale odveta v Senici se neuskutečnila. Partizani bylo přesunuto do druhého předkola Ligy mistrů UEFA 2016/2017 na místo tehdejšího albánského mistra KF Skënderbeu Korçë vyloučeného kvůli podezření z ovlivňování zápasů a Slovan postoupil automaticky do dalšího předkola. Ve druhém předkole Slovan remizoval 0:0 a prohrál 0:3 s mužstvem FK Jelgava z Lotyšska a vypadl.
V sezoně 2016/17 se podílel na zisku domácího poháru, přestože ve finále hraném 1. května 2017 proti tehdy druholigovému týmu MFK Skalica kvůli zranění nenastoupil. Jeho spoluhráči porazili soupeře v poměru 3:0. Kvůli zranění nehrál ani v posledních šesti utkáních v lize. Celkem v ročníku nastoupil do 23 ligových střetnutí, v nichž sedmkrát nedostal branku. 19. června 2017 ve Slovanu po vzájemné dohodě skončil.

### Bruk-Bet Termalica Nieciecza
V červnu 2017 podepsal dvouletou smlouvu s polským prvoligovým klubem Bruk-Bet Termalica Nieciecza, kde tehdy působila řada jeho krajanů. V dresu Termalici debutoval v lize 16. 7. 2017 v úvodním kole v souboji s Jagiellonií Białystok (prohra 0:1). Na jaře 2018 s týmem bojoval o záchranu v nejvyšší soutěži, která se nezdařila. Během roku odchytal 27 zápasů v lize a ve třech z nich udržel čisté konto.

### Hamilton Academical FC
V průběhu podzimní části sezony 2018/19 uzavřel jako volný hráč krátkodobý kontrakt do ledna 2019 se skotským celkem Hamilton Academical FC. Ligový debut absolvoval v 15. kole hraném 1. prosince 2018 proti týmu St. Mirren FC (prohra 1:3). Na podzim 2018 odchytal dvě ligové utkání, v jednom z nich nedostal gól. V lednu 2019 ukončil svoji hráčskou kariéru.

## Klubové statistiky
Aktuální k 23. červenci 2020
| Sezona    | Klub                         | Soutěž                  | Zápasy | Góly |
| --------- | ---------------------------- | ----------------------- | ------ | ---- |
| 2000/2001 | FK Inter Bratislava          | Mars superliga          | 0      | 0    |
| 2001/2002 | FK Inter Bratislava          | Mars superliga          | 0      | 0    |
| 2002/2003 | MŠK Žilina                   | 1. liga                 | 8      | 0    |
| 2003/2004 | MŠK Žilina                   | Corgoň liga             | 12     | 0    |
| 2004/2005 | MŠK Žilina                   | Corgoň liga             | 12     | 0    |
| 2005/2006 | Legia Warszawa               | Ekstraklasa             | 0      | 0    |
| 2006/2007 | Legia Warszawa               | Ekstraklasa             | 7      | 0    |
| 2007/2008 | Legia Warszawa               | Ekstraklasa             | 29     | 0    |
| 2008/2009 | Legia Warszawa               | Ekstraklasa             | 29     | 0    |
| 2009/2010 | Legia Warszawa               | Ekstraklasa             | 30     | 0    |
| 2010/2011 | Everton FC                   | Barclays Premier League | 0      | 0    |
| 2011/2012 | Everton FC                   | Barclays Premier League | 0      | 0    |
| 2012/2013 | Everton FC                   | Barclays Premier League | 2      | 0    |
| 2013/2014 | PFK Křídla Sovětů Samara     | Premier Liga            | 12     | 0    |
| 2014/2015 | PFK Křídla Sovětů Samara     | 2. liga                 | 0      | 0    |
| 2014/2015 | PFK Arsenal Tula (host.)     | Premier Liga            | 12     | 0    |
| 2015/2016 | ŠK Slovan Bratislava         | Fortuna liga            | 28     | 0    |
| 2016/2017 | ŠK Slovan Bratislava         | Fortuna liga            | 23     | 0    |
| 2017/2018 | Bruk-Bet Termalica Nieciecza | Ekstraklasa             | 27     | 0    |
| 2018/2019 | Hamilton Academical FC       | Ladbrokes Premiership   | 2      | 0    |

## Reprezentační kariéra
V A-mužstvu slovenské reprezentace si odbyl premiéru 6. února 2008 v přátelském zápase v kyperském městě Limasol proti Maďarsku (remíza 1:1). V důležitém vítězném zápase kvalifikace na Mistrovství světa ve fotbale 2010 proti Polsku vychytal nulu a výrazně tak pomohl klubu k prvnímu místu v kvalifikační skupině. Podle čtenářů slovenského deníku SME byl zvolen nejlepším hráčem tohoto zápasu.
Po remíze 1:1 s národním týmem Litvy 7. 9. 2012 se rozhodl dočasně vzdát se reprezentace. Zdůvodnil to malou herní vytížeností v Evertonu, díky čemuž nebyl schopen v reprezentaci odvádět stoprocentní výkony. V srpnu 2013 svůj postoj změnil a přijal nabídku do reprezentačního A-týmu od nového trenéra Slovenska Jána Kozáka pro přátelský zápas s Rumunskem. V tomto utkání hraném 14. srpna 2013 vychytal remízu 1:1. 6. 9. 2013 na stadionu Bilino Polje v Zenici proti domácí Bosně a Hercegovině vychytal výhru 1:0 pro slovenské mužstvo, toto vítězství také znamenalo uchování určité naděje na postup na MS 2014 v Brazílii. V odvetě 10. září 2013 v Žilině inkasoval dva góly, Slovensko podlehlo svému balkánskému soupeři 1:2 a ztratilo naději alespoň na baráž o Mistrovství světa 2014 v Brazílii. 11. 10. 2013 v kvalifikačním utkání proti domácí reprezentaci Řecka vyrobil minelu při zpětné přihrávce Martina Škrtela, míč mu prošel pod kopačkou do sítě. Řecko díky tomu zvítězilo 1:0 a živilo naději na přímý postup na MS. Velmi podobný gól dostal od vlastního obránce jen o několik dní dříve, konkrétně 2. října jeho reprezentační spoluhráč Matúš Kozáčik v Lize mistrů UEFA 2013/14 proti celku CSKA Moskva a také šlo o vítěznou branku pro soupeře.

### Mistrovství světa 2010
Zúčastnil se Mistrovství světa 2010 v Jihoafrické republice. Odchytal všechny čtyři zápasy Slovenska na turnaji, postupně v základní skupině F 15. června s nováčkem šampionátu Novým Zélandem (remíza 1:1), 20. 6. s Paraguayí (prohra 0:2) a 24. června s Itálií (výhra 3:2) Slovensko postoupilo do osmifinále, kde se střetlo s Nizozemskem a po prohře 1:2 s favoritem Mistrovství světa bylo z turnaje vyřazeno.

### EURO 2016
Trenér Ján Kozák jej vzal společně s dalšími brankáři Matúšem Kozáčikem a Jánem Novotou na EURO 2016 ve Francii, kam se Slovensko probojovalo poprvé v éře samostatnosti. Na turnaji byl náhradním brankářem a nenastoupil v žádném utkání, post jedničky vykonával Kozáčik.

### Reprezentační zápasy

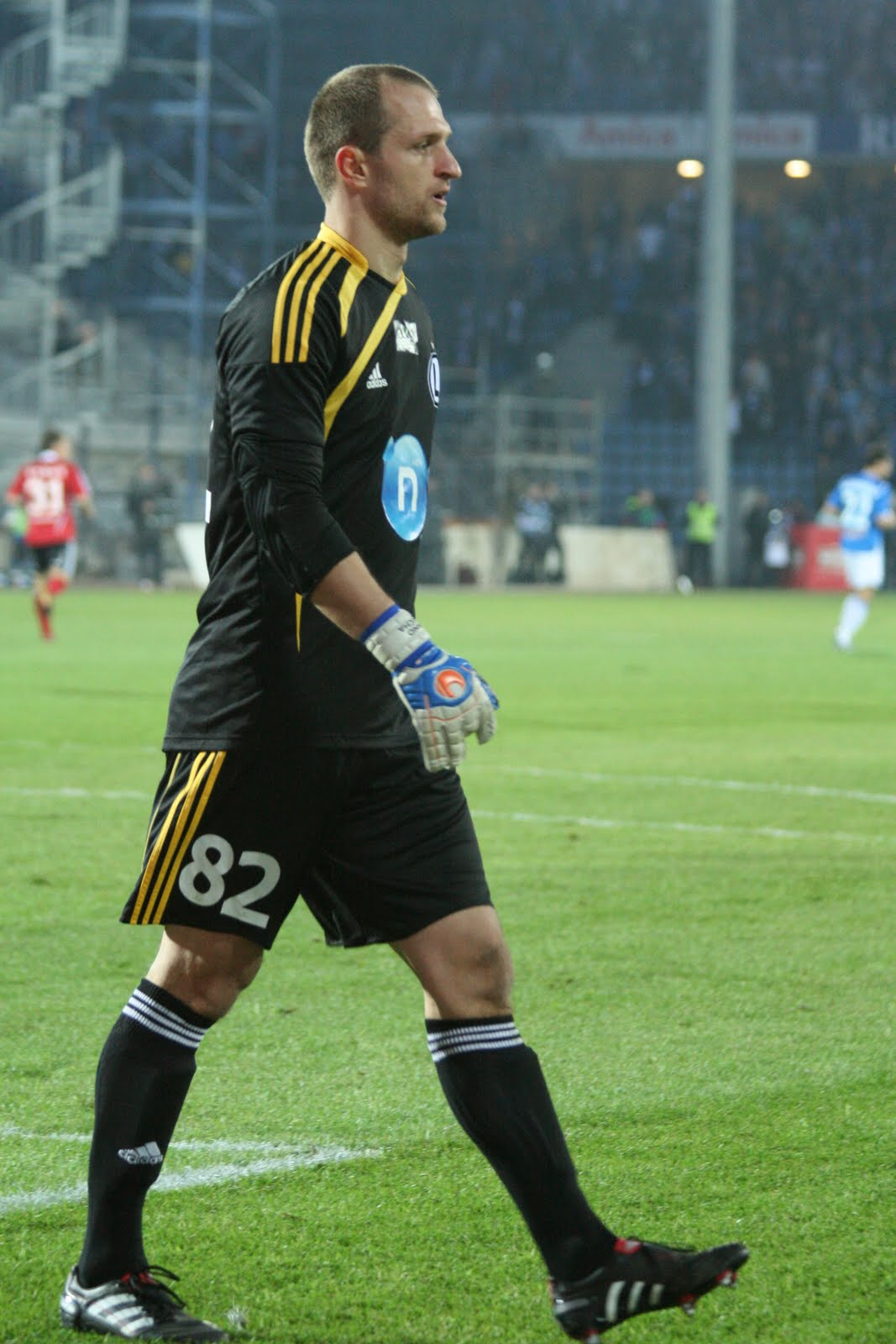
Ján Mucha (2010)

Zápasy Jána Muchy za A-mužstvo Slovenska
| Rok                  | Zápasy | Góly |
| -------------------- | ------ | ---- |
| 2008                 | 4      | 0    |
| 2009                 | 9      | 0    |
| 2010                 | 12     | 0    |
| 2011                 | 7      | 0    |
| 2012                 | 3      | 0    |
| 2013                 | 4      | 0    |
| 2014                 | 3      | 0    |
| 2015                 | 2      | 0    |
| 2016                 | 2      | 0    |
| Celkem               | 46     | 0    |
| Platí k 14. 11. 2016 |        |      |

## Trenérská kariéra
Před ročníkem 2019/20 se vrátil do Legie Warszawa, kde se stal trenérem brankářů. V ní působil s devítiměsíční pauzou do léta 2022 a byl u dvou mistrovských titulů ze sezon 2019/2020 a 2020/2021. V červenci 2023 zamířil zpět do Slovanu Bratislava, kde také koučoval gólmanům v realizačním týmu Vladimíra Weisse staršího. V sezonách 2023/24 a 2024/25 získal s mužstvem ligové primáty.